# Parafia Chrystusa Odkupiciela w Gdańsku

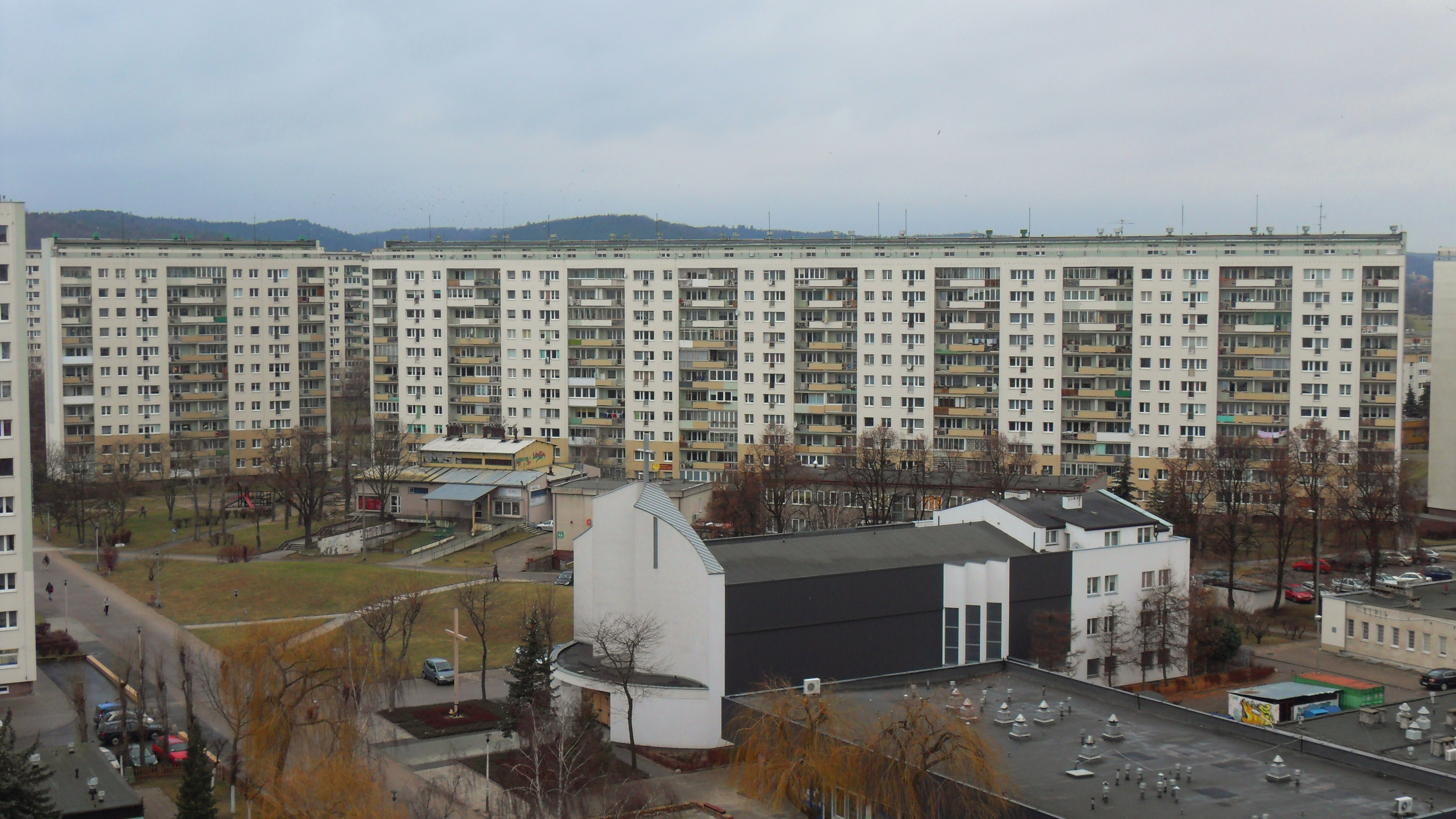
Kościół parafialny pw. Chrystusa Odkupiciela (widok z bloku 5 lub 7 przy ul. Gdyńskiej)

Parafia Chrystusa Odkupiciela w Gdańsku – rzymskokatolicka parafia usytuowana na osiedlu Żabianka w gdańskiej dzielnicy Żabianka-Wejhera-Jelitkowo-Tysiąclecia, przy ulicy Gdyńskiej. Wchodzi w skład dekanatu Gdańsk Przymorze, który należy do archidiecezji gdańskiej.

## Historia
Historia duszpasterstwa na Żabiance przy ulicy Gdyńskiej, sięga początków lat 80. XX wieku
8 lutego 1981 bp Lech Kaczmarek – Ordynariusz Gdański, erygował parafię Wniebowzięcia Najświętszej Maryi Panny, której administratorem parafii mianował ks. Jerzego Kühnbauma. On też 14 czerwca poświęcił plac kard. Stefana Wyszyńskiego pod budowę kościoła. Na potrzeby kultu Bożego stanęła tam prowizoryczna kaplica, nazywana „Betlejemką”, obejmująca przykryty namiotem ołtarz polowy zbudowany z łodzi rybackiej. W sierpniu 1981 burza zniszczyła namiot, w miejscu którego zbudowano drewnianą kaplicę. W 1982 władze państwowe wyraziły zgodę na budowę kościoła przy ulicy Gdyńskiej. Na wiele lat to właśnie ten kościół parafialny stał się centrum życia religijnego mieszkańców Żabianki.
W 1986 parafia otrzymała zgodę na budowę Kościoła przy placu kard. Stefana Wyszyńskiego, a 5 czerwca 1986 ks. Kühnbaum został ustanowiony proboszczem. W tym samym roku parafię odwiedził kard. Franciszek Macharski, udzielając błogosławieństwa.
31 sierpnia 1991 nastąpił pożar „Betlejemki”, ale dzięki staraniom parafian szybko zostaje odbudowana.
27 czerwca 1996 abp Tadeusz Gocłowski CM – Metropolita Gdański, dokonał podziału administracyjnego parafii na Żabiance. W efekcie kościół przy ul. Gdyńskiej stał się ośrodkiem parafii Chrystusa Odkupiciela, a nowo budowany Kościół przy placu kard. Wyszyńskiego stał się ośrodkiem nowej parafii pw. Matki Bożej Fatimskiej. Jednocześnie kościół parafialny został ustanowiony Archidiecezjalnym Sanktuarium Matki Bożej Fatimskiej jako wotum dziękczynne za dar nawiedzenia Żabianki przez figurę Matki Bożej z Fatimy w dniach 8–9 maja 1996.
W czerwcu 2002 nieznani sprawcy podpalili „Betlejemkę”. Szeroki zakres zniszczeń wymusił rozbiórkę kaplicy – pierwszego miejsca wspólnych modlitw mieszkańców Żabianki.

### Kalendarium[3]
- 2006 – w maju rozpoczęła się przebudowy kościoła, natomiast w grudniu zakończono 75% prac I etapu przebudowy kościoła tj. elewacja ściany frontowej;
- 2007 – otynkowanie elewacji frontowej, montaż krzyża – maj 2007, przebudowa kruchty kościelnej, nowe drzwi wejściowe oraz chodniki;
- 2008 – kontynuacja remontu kruchty (przeszklenie, drzwi wejściowe), montaż dzwonów kościelnych, remont elewacji bocznych, wymiana okien strony lewej oraz wyjść bocznych, prace ziemno-ogrodowe przy wejściu do kościoła;
- 2009 – dalszy remont ściany bocznej prawej, docieplenie i nowa elewacja, przebudowa wejść bocznych. Wyłożenie kostką wejścia na plebanie oraz nowe cokoły dookoła;
- 2010 – remont wnętrza kościoła: sufit, wymiana przeszklenia frontu wejściowego, otynkowanie ściany; ostatnie prace porządkowe na zewnątrz kościoła;
- 2011 – zainstalowanie systemu termo-wentylacyjnego; remont piwnic i zaplecza gospodarczego oraz płotu kościelnego. Gruntownego remont salki katechetycznej i zaplecza: wymieniono stoły, krzesła, posadzkę oraz panele. Zakupiono 10 szt. nowych ławek kościelnych, nowe ościeżnice oraz drzwi – parter, I piętro plebanii;
- 2012 – remont kuchni kościelnej, instalacja nowego ekranu – wyświetlacza w kościele, montaż drewnianych ław przykrywających kanały termo–wentylacyjne oraz renowacja podestu ołtarza i stołu pańskiego;
- 2013 – montaż boazerii, nowych konfesjonałów, cyklinowanie podłóg ołtarza, nowy dywan oraz renowacja ołtarza. Remont kościoła – 2 nowe kandelabry oświetleniowe, renowacja drzwi wejściowych, wybrukowanie zewnętrznych opasek do kościoła;
- 2015 – REMONT: cyklinowanie chóru, przestawienie organów, zainstalowano 15 ławek z miękkim obiciem, odbudowa filarów podpór chóru, renowacji okuć lamp oświetleniowych; zamontowano system alarmowy oraz monitoring kamer. Prace dekarskie na dachu kościoła i nad Domem Parafialnym. Kapliczka dla słabosłyszących oraz malowanie elewacji zewnętrznej
- 24 grudnia 2015 – Kwesta na organy organmistrza Wernera Walcker-Mayera (1923–2000) z Ludwigsburga w Niemczech;
- 14 września 2016 – instalacja i renowacja organów w miejsce elektronicznych jako wotum w 1050 rocznicę Chrztu Polski oraz ich poświęcenie przez ks. infułata Stanisława Ziębę;
- 6 kwietnia 2017 – monstrancja jubileuszowa na 100-lecie objawień fatimskich;
- 2017 – przygotowania do remontu wnętrza kościoła, prezbiterium, ołtarza i posadzek;
- 2018 – remont prezbiterium i marmurowej posadzki nawy głównej kościoła, wymiana nagłośnienia kościoła;
- 2019 – przygotowania do przebudowy wewnętrznego frontu kościoła, ołtarza i ambony.

## Proboszczowie
- 1986–2000: ks. kan. Jerzy Kühnbaum[4]
  - administrator parafii (1981–1986)
- od 24 I 2003: ks. kan. mgr lic. Krzysztof Lis[5]
  - wicedziekan od 17 II 2016
  - administrator parafii (2000–2003)